# (11351) Leucos
(11351) Leucos, internationalement (11351) Leucus, est un astéroïde troyen jovien.

## Description
(11351) Leucos est un astéroïde troyen jovien, camp grec, c'est-à-dire situé au point de Lagrange L4 du système Jupiter-Soleil. Il fut découvert par le programme Beijing Schmidt CCD Asteroid le 12 octobre 1997 à la station de Xinglong, dans la province chinoise d'Hebei. Il présente une orbite caractérisée par un demi-grand axe de 5,28 UA, une excentricité de 0,064 et une inclinaison de 11,56° par rapport à l'écliptique. Il effectue une rotation complète sur lui-même en 515 heures.
Il est nommé d'après Leucos, héros de la guerre de Troie, compagnon d'Ulysse qui périt sous les murs de Troie.

## Exploration
Il devrait être visité par la sonde Lucy en avril 2028. Les occultations d'une étoile par Leucos les 14 novembre 2018, 18 novembre 2018, 13 décembre 2018, 2 octobre 2019 et 29 décembre 2019 ont pu déterminer la taille et la forme de ce corps.

## Compléments